# マリーア・クロティルデ・ディ・サヴォイア
ルドヴィカ・テレーザ・マリーア・クロティルデ・ディ・サヴォイア（イタリア語: Ludovica Teresa Maria Clotilde di Savoia, 1843年3月2日 - 1911年6月25日）は、サヴォイア家の王女。イタリア王ヴィットーリオ・エマヌエーレ2世とハプスブルク家の大公女マリーア・アデライデの娘である。フランス語名はルイーズ・テレーズ・マリー・クロティルド・ド・サヴォワ（Louise Thérèse Marie Clotilde de Savoie）。
マリーア・クロティルデは敬虔なカトリック教徒として知られ、ローマ教皇ピウス12世は1942年7月10日にクロティルデを神のしもべとすることを宣言した。

## 生涯

### 幼少期と青年期

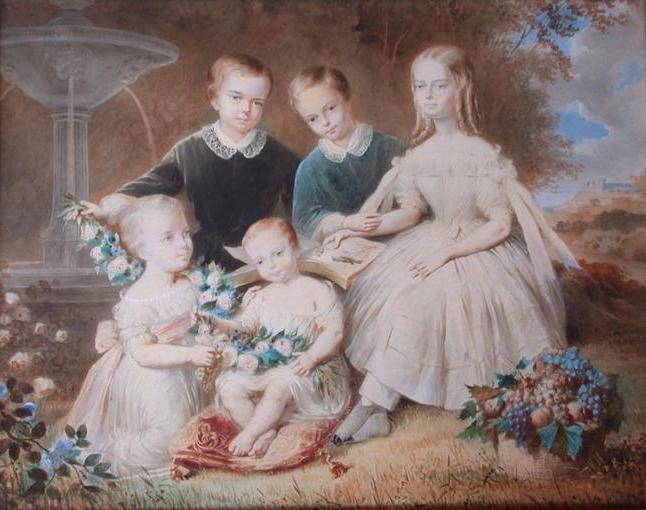
幼少期のクロティルデ（右端）と弟妹のウンベルト、アマデオ、オッドーネ、マリア・ピア（1848年）

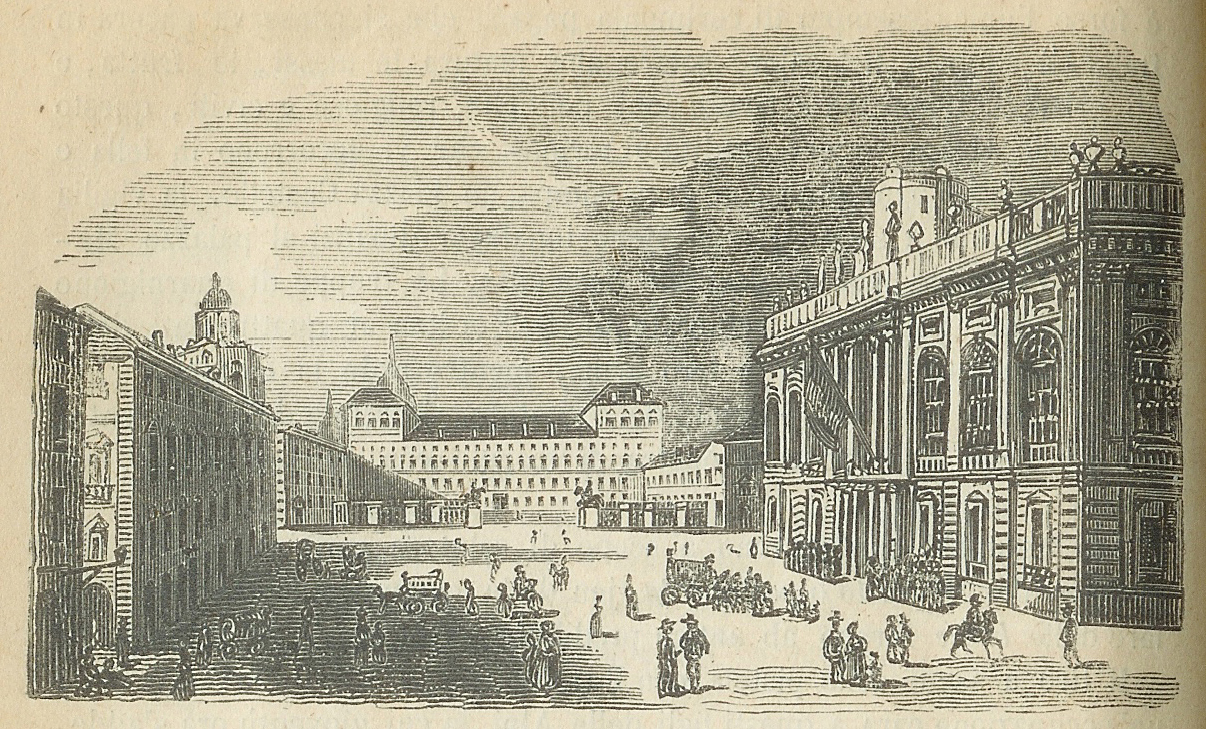
1852年当時のトリノ王宮（1852年の版画）この頃フランスでは第二帝政が始まった。

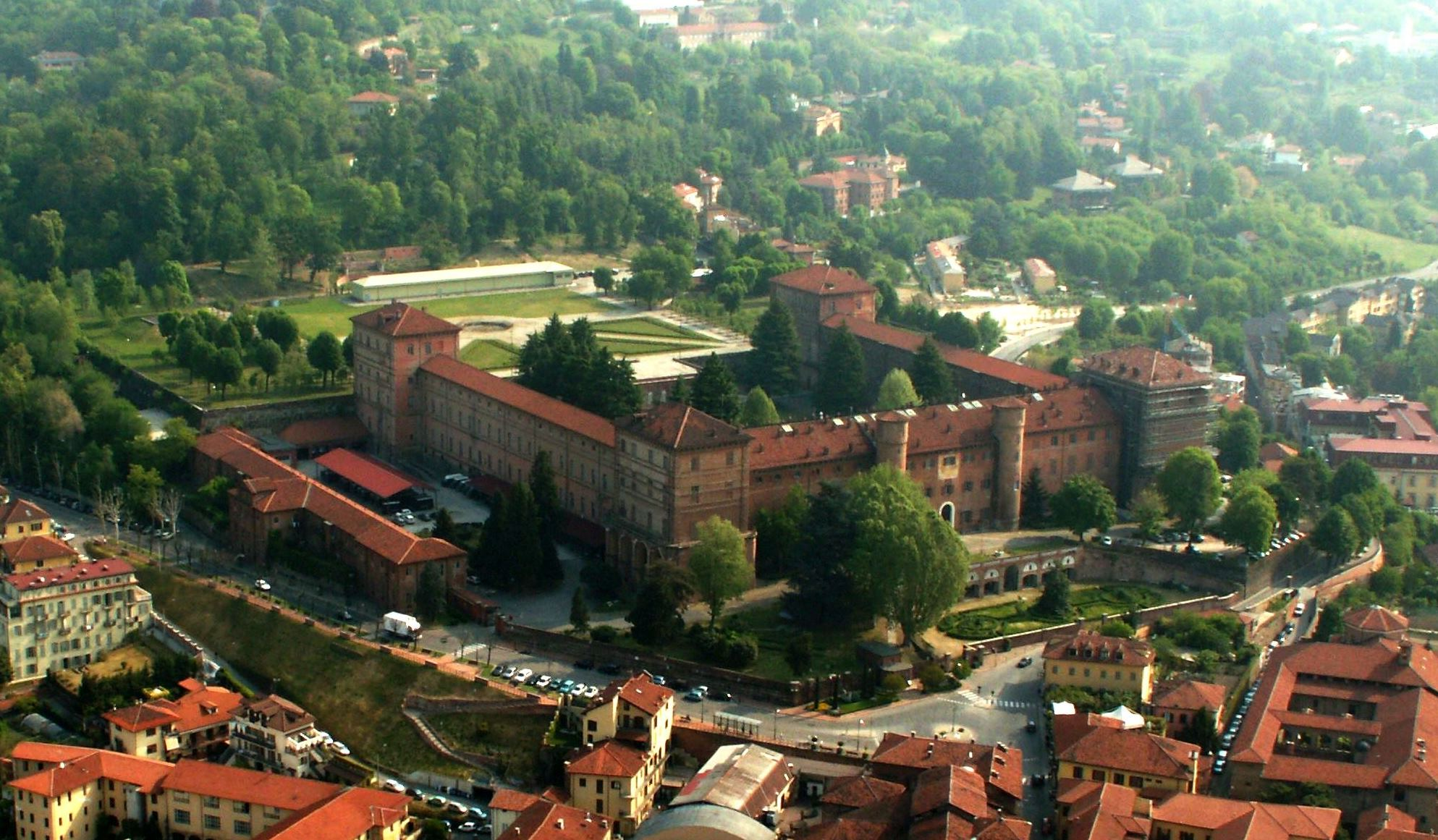
モンカリエーリ城の航空写真（2005年撮影）クロティルデは幼少期からここで長い時間を過ごし、のちに終の棲家とした。

マリーア・クロティルデ・ディ・サヴォイアは1843年3月2日にトリノ王宮でヴィットーリオ・エマヌエーレ2世（当時は皇太子）とマリーア・アデライデ・ダズブルゴ＝ロレーナの長女として生まれた。その後、夫婦には他に七人の子供が生まれた。それはウンベルト（1844年 - 1900年）、アマデオ（1845年 - 1890年）、オッドーネ・マリア・デ・サヴォイア（1846年 - 1866年） マリア・ピア・デ・サボイア（1847年 - 1911年）、カルロ・アルベルト（1851年生まれ）、ヴィットーリオ・エマヌエーレ（1852年に生後間もなく死去）と彼と同名のもう一人（1855年に生まれ、数年後に死去。）である。アデライデは育児を乳母や看護師に任せず、カルロ・アルベルト・ディ・サヴォイアの妻で義母のマリア・テレーザ・ダズブルゴ＝トスカーナとともに娘とモンカリエーリ城で長い時間を過ごした。クロティルデは幼い頃から穏やかで決断力のある気質を示し、祈ることを学び、カトリックの教えに基づいた生活態度を築いた。

クロティルデは周囲からChechina（ケキーナ）という愛称で呼ばれ、貴族としての道を歩み始めた。彼女の日課は厳格に定められ、高名な教授が選んだ家庭教師による授業が行なわれ、精神修養に加えて、余暇には彼女が特に好んだ乗馬などを行なった。これらの日課を送るにあたっては、家政婦のパオリーナ・ディ・プリオラの支えもあった。後年、クロティルデはプリオラの曾孫娘の一人に会ったときのことを懐かしく思い出している。その一方で、クロティルデは最初の秘蹟を受ける準備を注意深く進めていた。これについては聖体拝領式の前月に書かれた三冊のノートが残っている。それらを読むと、すでに彼女の人格はしっかりと形成されており、人生のあらゆる局面において神を優先しようと決意していたことが分かる。一冊目のノートには、以下に抜粋するように10歳の少女にしては珍しく王女としての敬虔な態度があらわれている。
（私は）小さな試練に身を投じます：自分が不快に思うことを愛想よくやり遂げています - 毎日決まった時刻に神の存在を思い出すこと、小さな試練を受け入れること、そして常に貧しい人々のために私の楽しみの一部を放棄することです。
1853年6月11日、ストゥピニジ教区教会にて聖体拝領と堅信の合同式典がジェノヴァ大司教のアンドレア・シャルバスによって執り行われ、同時に彼女の弟のウンベルトにも秘蹟が授けられた。
間もなく、クロティルデ自身にもいつか来るであろうとひそかに予期していた試練が訪れる。1855年には日々の喜捨行為に加えて四つの別れがあった。1月12日には祖母のマリア・テレーザ・ダズブルゴ＝トスカーナが死去し、その葬儀が行なわれた16日の夜に母のアデライデが虫垂炎を発症して床に伏し、クロティルデが最期の別れを告げた二日後に世を去った。さらに、2月11日には叔父のジェノヴァ公フェルディナンド・アルベルト・アメデーオ・ディ・サヴォイアが死に、5月には弟のヴィットーリオ・エマヌエーレが夭折した。

クロティルデは、日記や当時の書簡、のちに書かれた回想録などからわかるように、信仰という武器で苦しみに立ち向かい、より一層信仰心を深めた。その後もドミニコ会修道士のジョヴァンニ・トンマーゾ・ギラルディ、モンドヴィ司教のチェーザレ・ロッリ、修道院長のスタニスラオ・ガゼッリらの協力を得て精神修養を続けた。同時に、クロティルデはその行儀の良さでも賞賛された。1856年5月には、クリミア戦争の渦中にあったサヴォイア家とロシアとの関係改善のためにトリノを訪れたアレクサンドラ・フョードロヴナのレセプションで、クロティルデはサヴォイア家のファーストレディとしての責務を負った。さらに、1857年12月にはロシア皇帝アレクサンドル2世の弟であるロシア大公コンスタンチン・ニコラエヴィチの訪問の際にも同じ役目を果たさなければならなかった。クロティルデは、のちにこの二度目の体験について、随行していたニコラエヴィチの幼い息子ニコライ・コンスタンチノヴィチについて以下のような同情的な言葉を残している。
帰りがけに、わたしたちの親愛なる友人はドイツに向かう途中で自分の名前が載った親族のアルバムを見せてくれました...（中略）彼はとても優しい好人物でした。

### 結婚

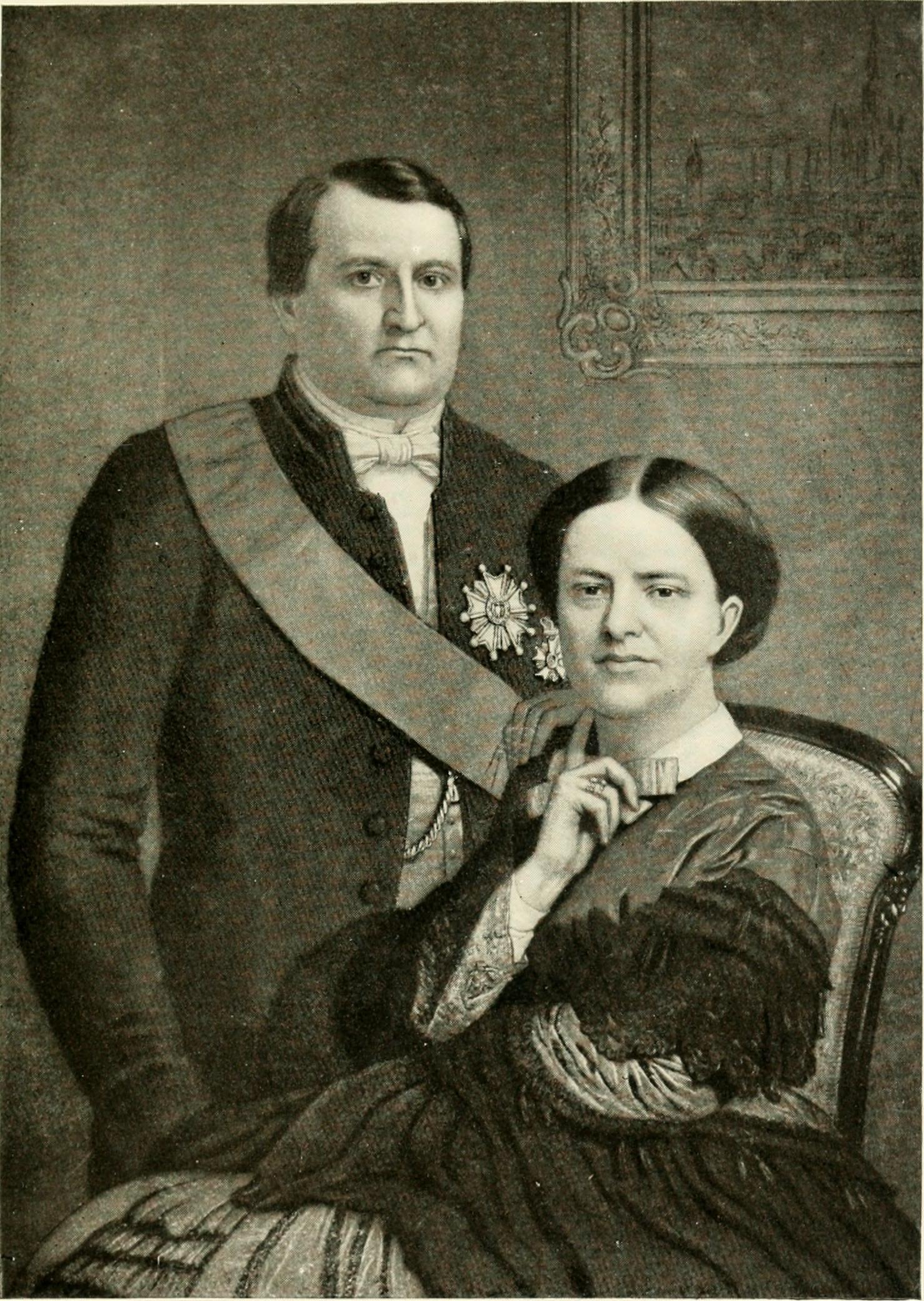
ナポレオン・ジェロームとクロティルデ（1904年の出版物より）

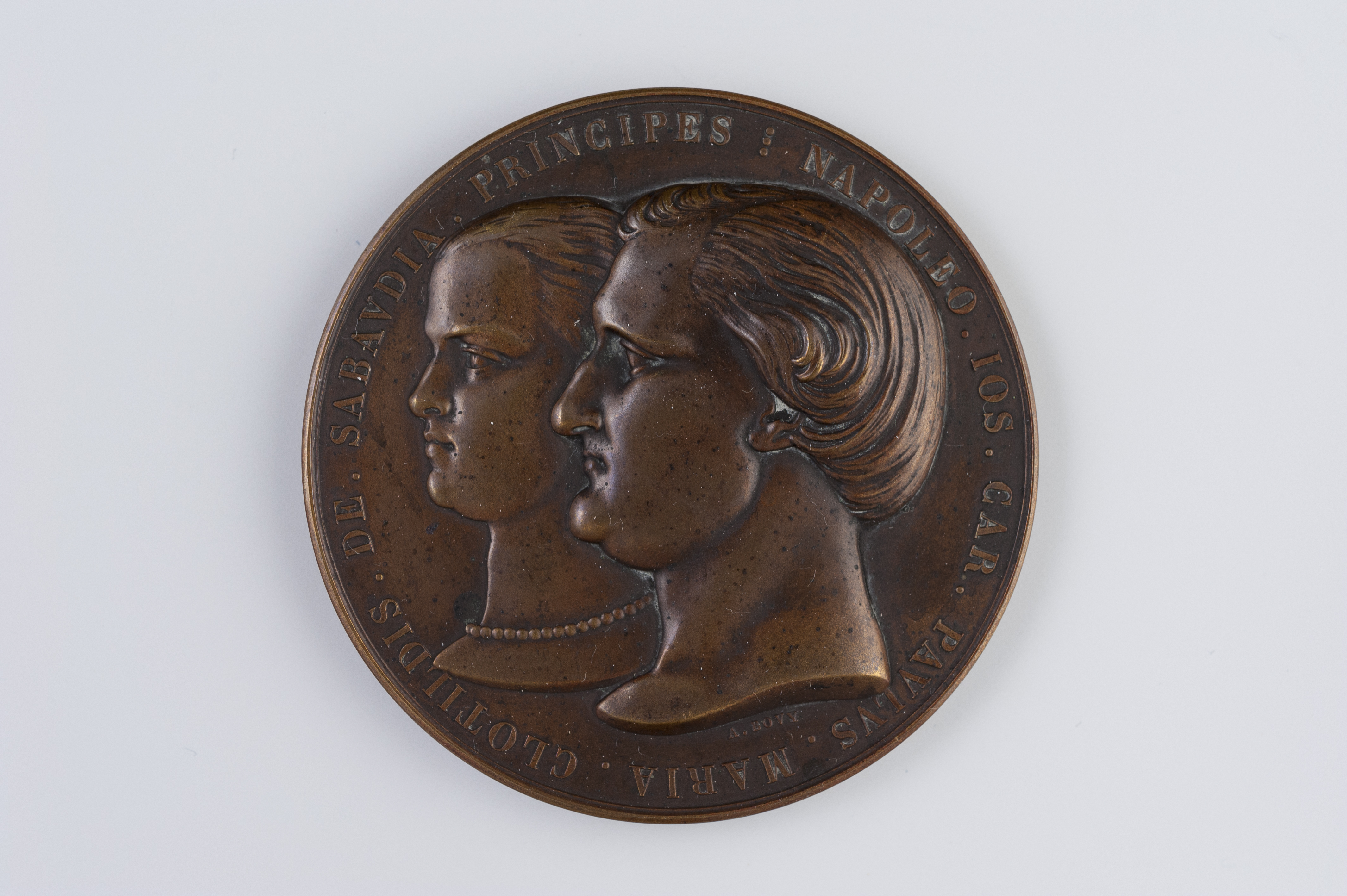
1859年に発行された結婚記念コイン

1858年、サルデーニャ王国首相のカミッロ・カヴールはピエモンテ州の外交政策をたくみに運営していた。当時のフランス皇帝ナポレオン3世はリベラリストであり、イタリアのリソルジメントに理解を示していたため、カヴールはフランスとの同盟形成に力を注ぎ、7月21日に二人はヴォージュ県の温泉保養地として知られるプロンビエール＝レ＝バンで秘密裡に会談し、有名なプロンビエールの密約を締結した。 
ナポレオン3世はサルデーニャに対する援助の見返りとして、ニースとサヴォワの割譲を要求したが、これはのちに第二次イタリア独立戦争への引き金となった。さらに皇帝はいとこのナポレオン・ジョゼフ・シャルル・ポール・ボナパルト（ナポレオン・ジェローム） が統治する中央イタリア王国への援助を約束した。しかし、これを実現するためにはナポレオン・ジェロームとサヴォイア家の王女との縁組が必要であり、その判断は花嫁候補のクロティルデに委ねられた。しかしながら、当時クロティルデは15歳であり、イタリアで結婚が許される16歳になるまで一年間待たなければならなかった。
皇帝はこの縁組を協定の必須条件とはしなかったが、カヴールにはこれを拒否すればどれほど多くの支援が反故になるか容易に想像できた。ナポレオン・ジェロームは花嫁候補よりも21歳年上であったが、それだけではなく、この縁組を「ゾウとガゼルの結婚」と揶揄する者もいるほど、二人の人生観はまったく異なっていた。ナポレオン・ジェロームは若い頃から自由を謳歌しており、性格は謙虚で陽気だったが、しばしば束の間の恋愛にのめりこんでカトリックの戒律から程遠い生活を送り、むしろ戒律に反感を抱いていた。彼の政治的な立場は反教皇派で民主的であり、周囲からは「赤い王子」、「プロン＝プロン」（Plon - Plon）などと呼ばれていた。一方、クロティルデは王女としての義務感と、祖国と父親を救うという使命感にあふれていた。

カヴールはイタリアに戻るとヴィットーリオ・エマヌエーレ2世と会談し、彼にプロンビエールの協定の詳細について花嫁候補に説明する任務を委任した。父親から事の次第を聞いたクロティルデはガレッシオのカゾット王宮からカヴール宛てに書簡を送り、この縁組に対する生理的な嫌悪感を表明しつつ、その政治的な重要性を理解し、キリストへの信仰を放棄することを非常に丁寧な筆致でしたためた。

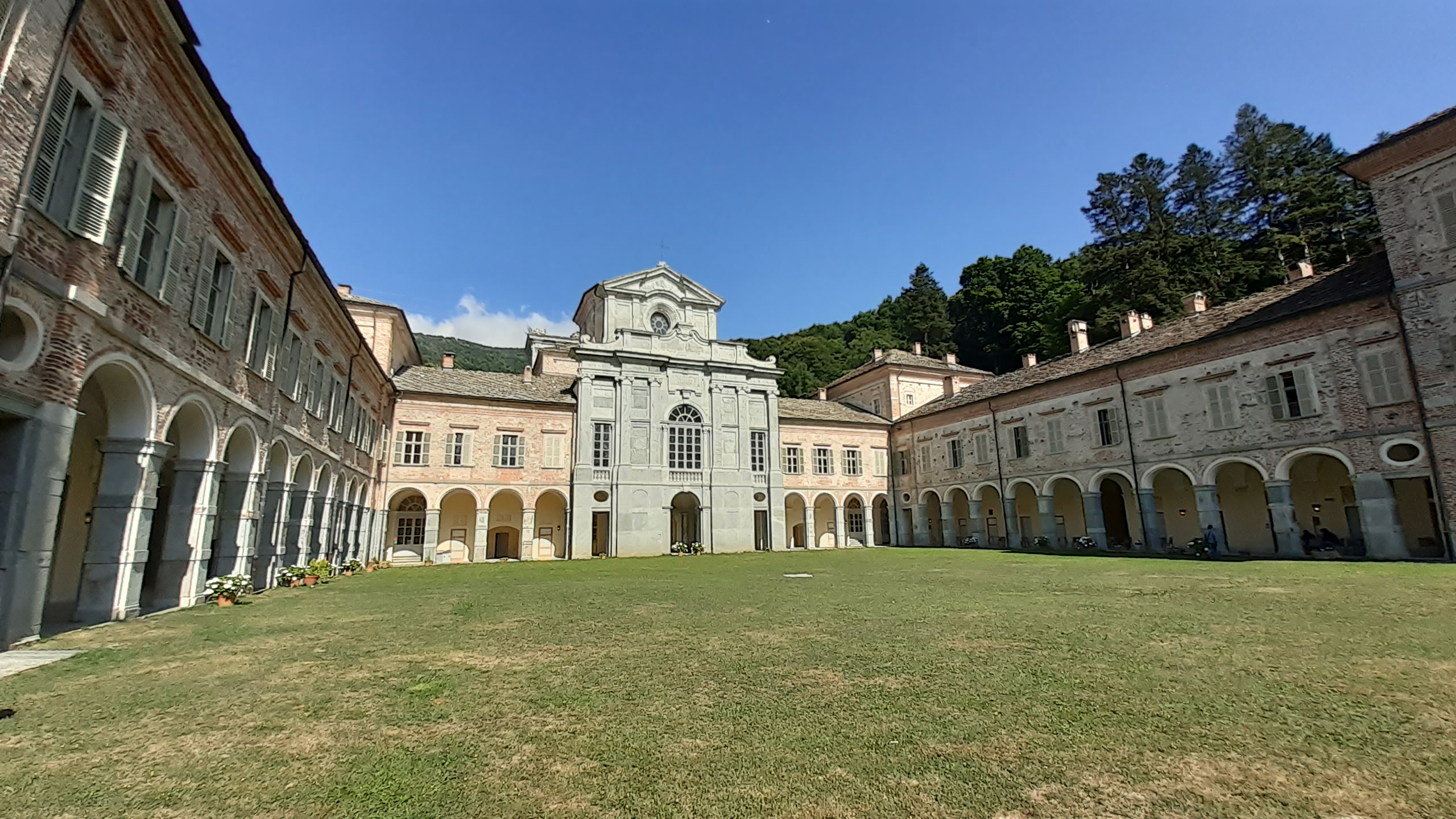
ピエモンテ州ガレッシオにあるカゾット王宮（2021年撮影）ヴィットーリオ・エマヌエーレ2世が夏季の狩猟離宮として使用した。

クロティルデは8月をカゾット王宮で過ごし、返答について瞑想し、9月にラッコニージに戻ると無宗教で世俗にまみれたナポレオン・ジェロームの魂を神の許に帰すために結婚を承諾するという最終決断を下した。この選択は政治的な理由によって条件付けられたものであったが、それ以上にカヴールとナポレオン3世、祖国がそれぞれ求めるものを意識して殉教的に遵守することにより、神の御心を実現するという確信から生み出されたものであった。後年、クロティルデはこの決断は他者から強要されたものではなく、「私はナポレオン・ジェロームが欲しかったから結婚した。」と打ち明けている。 

しかし、結婚を承諾するにあたって、クロティルデはひとつだけ条件を出した。それはバージンロードを歩む前に婚約者に会うというものだった。ナポレオン・ジェロームの訪問は延期されたため、その間、クロティルデはラッコニージを離れて街に戻ることができた。将来の配偶者との会見は1859年1月16日にトリノで行われ、クロティルデが提示した最後の条件が満たされたことで、差し迫った結婚式が公式のものとなった。婚約発表は15歳の少女の命が支配者の政治的陰謀を満足させるための犠牲となったことに憤慨したトリノ王宮の廷臣たちの抗議運動を引き起こした。イタリアの貴族で女流作家のコンスタンツァ・ダゼーリオは息子のエマヌエーレに宛てた書簡で、すべての階層がこの縁組を非難していることを表明している。
貴族たちは劇場の記念公演とカヴールが主催する舞踏会を欠席することでそれを表明しました。
しかし、このデモの後で群衆は劇場と宮廷に向かった。しかし、それは国王のために、そして何よりも国民が敬愛しているクロティルデの機嫌を損なわないようにするためだった。
1859年1月23日、フランス元帥アドルフ・ニール将軍は、花嫁の父親に対して正式な結婚の要請を行ない、1月28日にはヴィットーリオ・エマヌエーレ2世、ナポレオン・ジェローム、ナポレオン3世の三者会談でプロンビエール協定の調印が行なわれた。1月30日の日曜日、グアリーニ礼拝堂にて、ヴェルチェッリ大司教区のアレッサンドロ・ダンジェンヌ司教によって結婚式が行なわれ、カザーレ・モンフェッラート、ノーリ、ピネローロ、スーザの各教区教会でも挙式された。クロティルデは正式に王冠を脱ぎ、持参金として50万リラの現金、30万リラの宝石、10万リラの衣装を持参した。ナポレオン3世はこのヨーロッパ最古の王朝のひとつとの縁組みで、家名を高めることもできた。
サヴォイア家の結婚式における恒例行事として、神聖な儀式に続いてトリノ市庁舎での豪華なレセプションと盛大なパーティが催された。トリノの街路ではパレードやショーが行なわれ、トリノやフランスの貧しい人々に多額の義援金が寄付された。新婚夫婦は結婚式当日中にトリノを発ち、ヴィットーリオ・エマヌエーレ2世、カヴール、ラ・マルモラは汽車でジェノヴァに向かい、夕方にはカルロ・フェリーチェ劇場でのガラ・コンサートに家族とともに出席し、観客から熱狂的に迎えられた。ランタンの下で二晩眠ったあと、クロティルデは父親に別れを告げ、マルセイユ行きのフリゲート「オルタンス王妃号」に乗り、フランスのパリに向かった。2月4日の午後、クロティルデは宮廷列車でプロヴァンスを出発し、翌朝フォンテーヌブローに着いた。ここでクロティルデは義父のジェローム・ボナパルトと義妹のマチルド・ボナパルトに会い、ついに同日の夜にパリに到着し、テュイルリー宮殿で皇帝夫妻の歓迎を受けた。

### パリにて

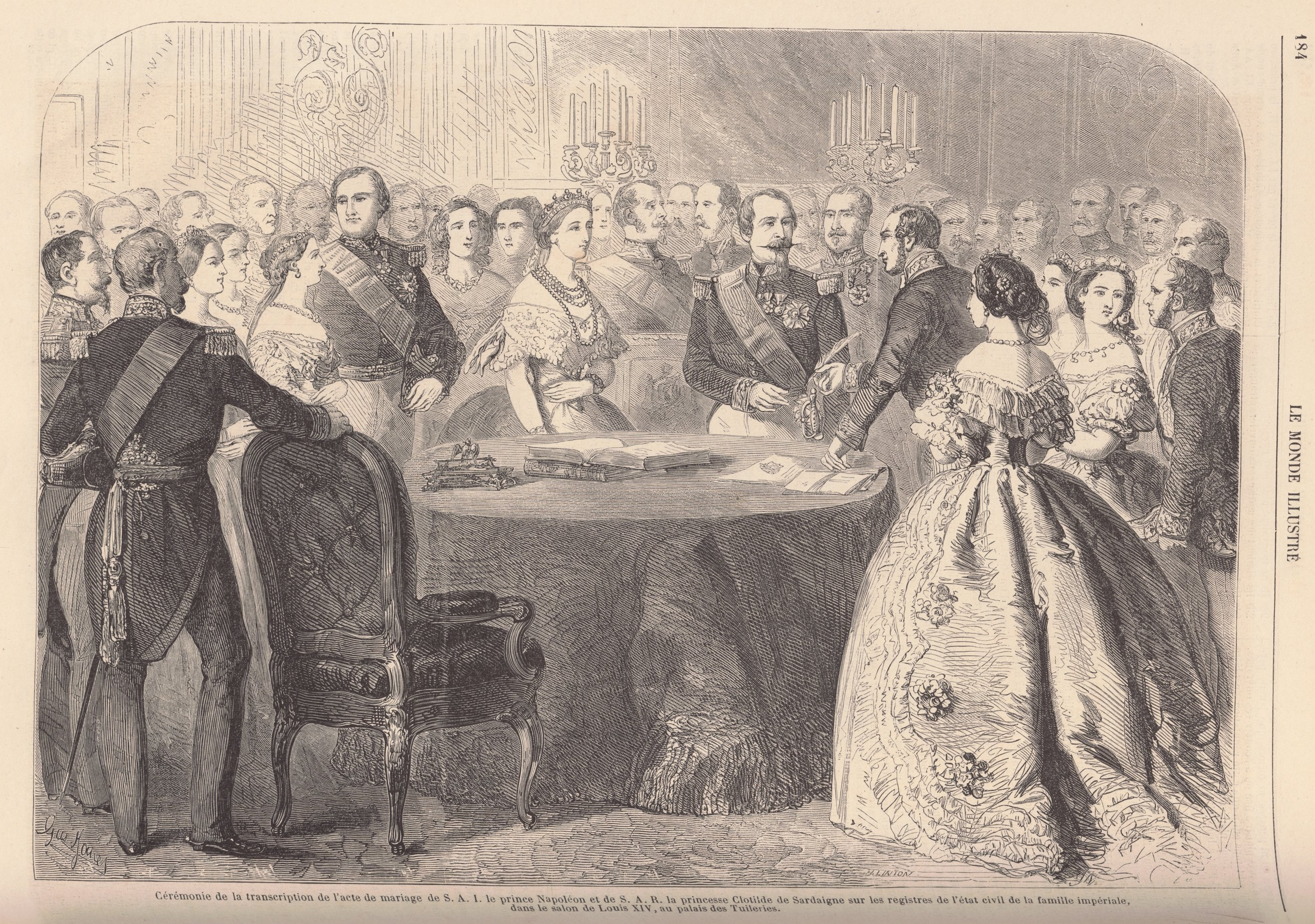
1859年2月27日、テュイルリー宮殿で新婚夫婦を歓迎するフランス皇帝夫妻

クロティルデの侍女で幼少期からの友人でもあるヴィラマリーナ伯爵夫人は、トリノでの暮らしとはかけ離れた生活様式に耐えられず、第二帝政下で歓楽を愛する煌びやかな大都市をすぐに去った。クロティルデにとっても、自分の宗教的な精神とはほとんど、むしろまったく共通点のない現実に直面して環境への適応は困難をきわめ、当初は市民の冷淡な対応にも複雑な想いを抱いた。クロティルデは以下の「敬虔な」フランス人女性で構成された新しい宮廷を任された。それはオルタンス・テイヤー夫人、ベルトラン伯爵、ロシエール男爵夫人、クレルモン・トネール夫人という面々であった。クロティルデは夫の理解を得られぬまま、宮廷の華やかさとは裏腹にチャリティー活動に専念しながらフランスの大都市に住んだ。謙虚でありながら誇り高く、王族出身ではないウジェニー・ド・モンティジョが政府の高官との付き合いを減らすように提案し、「あなたにとっては大変ではないですか?」と申し出たとき、クロティルデはこう答えた「マダム、あなたはわたしが宮廷で生まれ、小さい頃からこういうことには馴れていることを忘れていますね。」と、やがて消えるであろうスペイン出身の皇后の自分に対する反感を示した。
一方、ナポレオン・ジェロームは当初から公式のレセプションや自由に使える私的なアパルトマンで夜を過ごし、パリがふんだんに提供する社交界を利用して妻を騙すことをためらわなかった。ナポレオン・ジェロームは、若い義理の娘を可愛がっていた父親と妹のマチルドの叱責にも耳を貸さず、またクロティルデが義父とヴィットーリオ・エマヌエーレ2世、カヴールを早く安心させたい一心で努力してきたにもかかわらず、独身時代から続けてきた恋愛遊戯を再開した。それにもめげず、クロティルデは3月26日付けの友人宛ての書簡に「すばらしい」、「とても幸せ」と記している。彼女の信仰心はますます強固となり、自分が政治の駒にされている現状や夫の不貞にもなんとか耐え、毎日パレ・ロワイヤルにある私設礼拝堂でミサを聞き、定期的に病院で病人の世話をした。
パリにおけるクロティルデの生活は完全にキリスト教に捧げられていた。前に述べたように彼女は毎日私設礼拝堂でミサを聞き、病院に病人を見舞いに行き、「パレ・ロワイヤルの天使」と呼ばれた。家では夫との距離に悩まされたが、夫はめったに若い女性の孤独を破ることはなく、自分のアパルトマンにこもることを好んだ。1859年6月20日にクロティルデがアウグスティヌス会修道院「デ・オワゾー」で自分を「マリアの娘」として聖別してからはそこに定期的に通うようになり、その三日後には地元の聖心修道会教会に入会し、彼女が常に愛着を抱き続ける献身を開始した。
一方、ナポレオン3世の妃ウジェニーもカトリック教徒になることを望んでおり、クロティルデと反教皇的な立場を共有していたものの、クロティルデほど厳格なものではなく、両者の認識にずれがあった。しかし、クロティルデはナポレオン・ジェロームの側近から愛され、ジョルジュ・サンドやエルネスト・ルナンなどの、反教皇的な立場を表明していたフランスの文化人からもその良識と資質を認められた ·  · 。

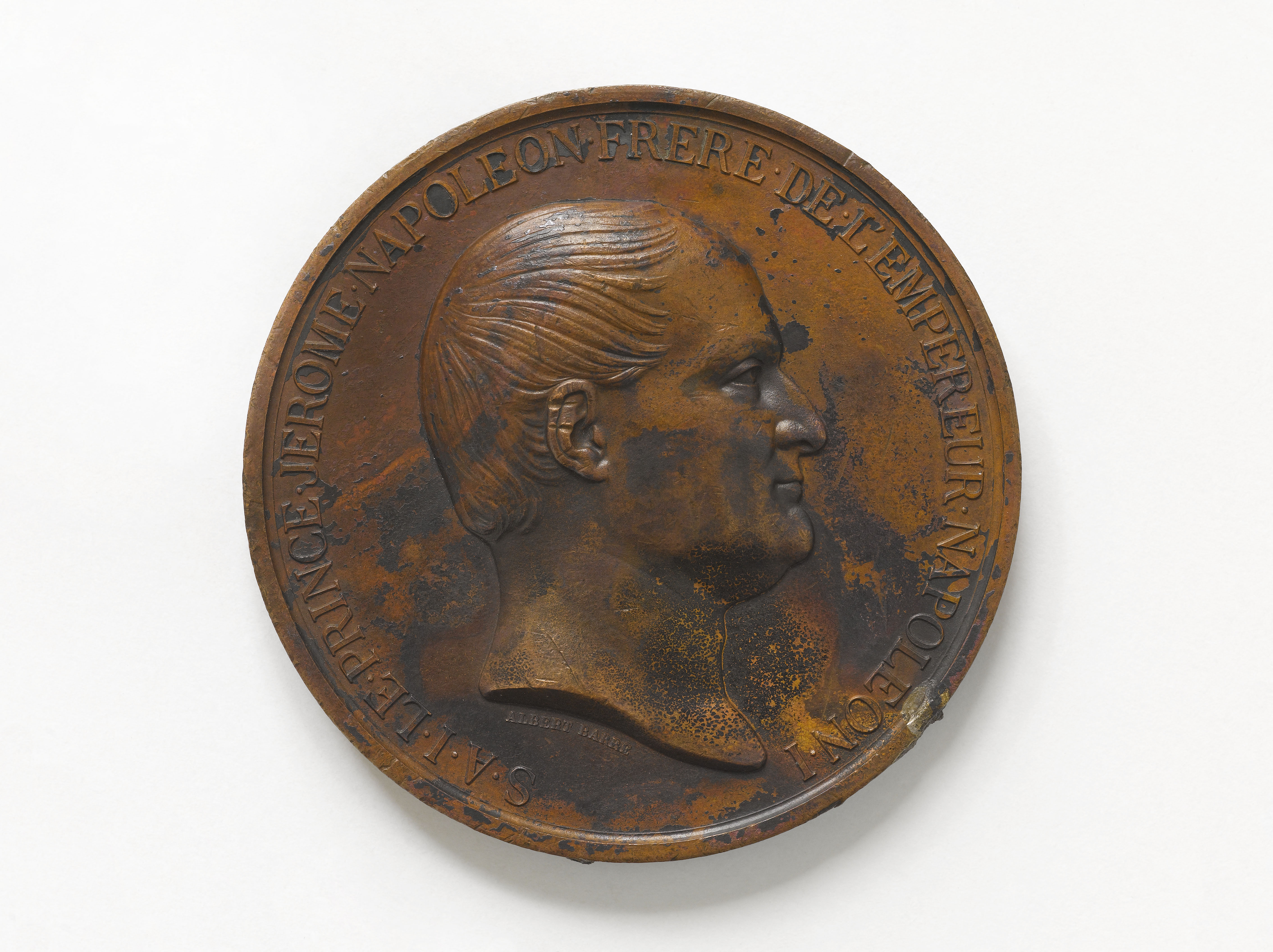
1858年に発行された義父ジェローム・ボナパルトのコイン

1860年6月、クロティルデと円満な関係を築いていた義父のジェローム・ボナパルトの体調が悪化した。夫婦はヴィルジェニスにあるジェローム・ボナパルトの邸宅に赴き、クロティルデは毎日義父の看病をし、死の床にある義父が最上の治療を受けられるよう願った。クロティルデは夫の反対にもかかわらず、皇帝に聖職者の派遣を求める嘆願書を書き、6月23日に宮廷の司祭とパリ市の大司教がヴィルジェニスに到着した。妻の行為に夫は激怒し、クロティルデをヴィルジェニスから追い出して家族から遠ざけたが、義父は枢機卿大司教から死後の赦免と病者の塗油を受けることができた。クロティルデは24日にヴィルジェニスに戻り、義父の臨終に立ち会うことができたが、このとき、死の床にあるジェローム・ボナパルトは修道女が差し出した十字架に微笑みかけたと伝えられている。

### アメリカへ

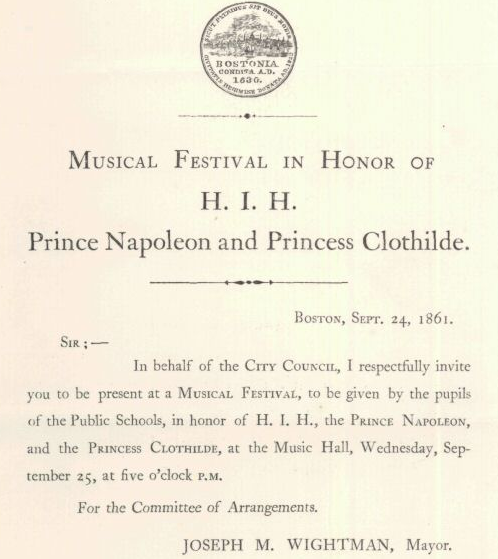
1861年にボストン市長から贈られた、ボストン・ミュージックホール音楽祭の招待状

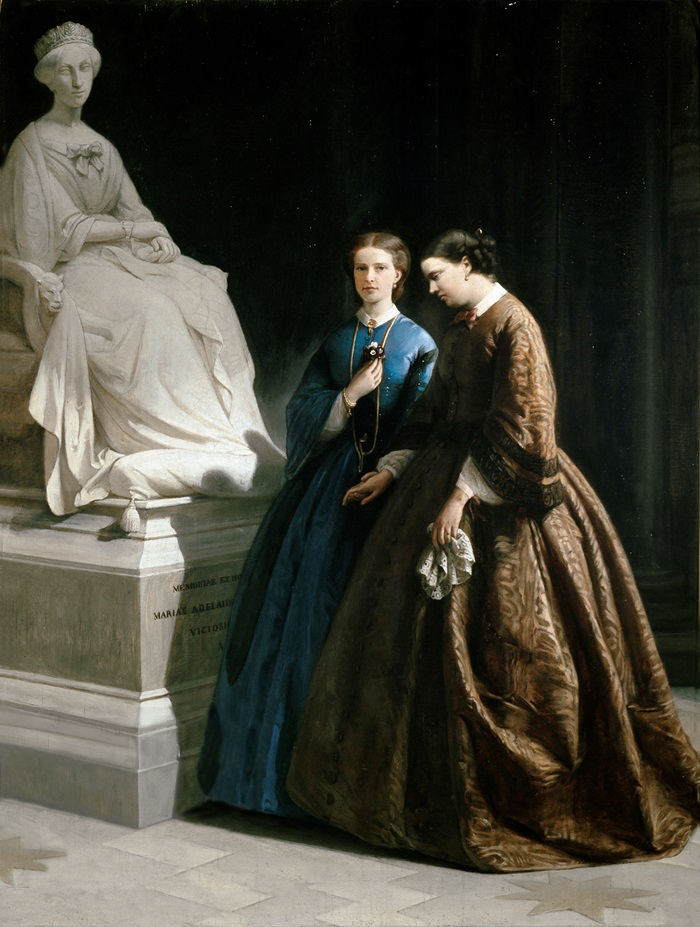
母アデライデの墓を参拝するクロティルデと妹のマリア・ピア

その間、イタリアの政局は風雲急を告げ、海外でもアメリカで勃発した南北戦争がフランスの政界で注目を集めていた。1861年の春、ナポレオン・ジェロームは祖国に富をもたらそうとアメリカに向かった。クロティルデがヨットに乗ったというニュースを聞いた時、ヴィットーリオ・エマヌエーレ2世は、当初リスボンに行くはずだったこの旅行の予定外の展開に当惑を隠せなかった。しかし、クロティルデは夫のアメリカ行きに同行したいと考えていた。夫の同意を得て、二か月を越える航海の末、クロティルデは夫とともにニューヨークに着いた。夫が北アメリカとカナダに向かっている間、クロティルデは一人でニューヨークに残った。

ニューヨークでクロティルデはふたたび定期的にミサに通うようになり、航海中は夫を刺激しないようにと控えていた祈りの日課を再開し、聖心修道院にも熱心に通った。修道院のマザーの回想には宗教的な実践行為を求めるクロティルデの心のゆとりと、一人で過ごすことへの願望が象徴されている。
一度、クロティルデが祝福を受けるためにわたしたちの聖心修道院に来ることを知った時、かなりの数の女性たちが礼拝堂に入ってきました...しかし、彼女たちがあらゆる方向を見回しても彼女たちはそれを見つけることができませんでした。ナポレオン王子には会えず、素朴な白いベールをかぶった王女が生徒たちの中に混じっていたので、彼女たちはとても落胆して帰っていきました。
このアメリカ滞在中、夫妻は移動手段に1856年に完成したばかりのイリノイ・セントラル鉄道を使用したが、この鉄道で訪れたシャンペーン郡の村はのちにクロティルデの姓を採ってサヴォイと名づけられている。この旅行は、夫婦の親密感を深める貴重な瞬間となった。フランスに戻ったクロティルデは初めて妊娠したが、夫婦間の距離が離れるのにそう時間はかからなかった。ナポレオン・ジェロームは教会の世俗社会への影響力を弱めるように主張したが、世俗国家を受け入れられない貴族の女性たちはミサに行き、ナポレオン・ジェロームに改宗を懇願した。ナポレオン・ジェロームの身を案じる者は多く、多くの改宗を求める書簡を受け取った。
1862年7月18日、夫婦に第一子となるナポレオン・ヴィクトル・ボナパルトが生まれ、私的に洗礼を受けた。クロティルデは自分で子供を育てたかったが、10月には短期間子供を手離さざるを得なくなった。クロティルデの妹であるマリア・ピア・デ・サボイアがポルトガル王ルイス1世と結婚することとなり、結婚以来一度も帰っていなかったトリノに呼び戻されたのである。クロティルデは父親と兄弟、幼少期を過ごした場所と再会した。祝賀会の後、1863年にクロティルデは夫とともにエジプトに向かい、短い船旅を楽しんだ。クロティルデは聖地を訪れたかったが、その願いは叶わなかった。

### 帝政の崩壊

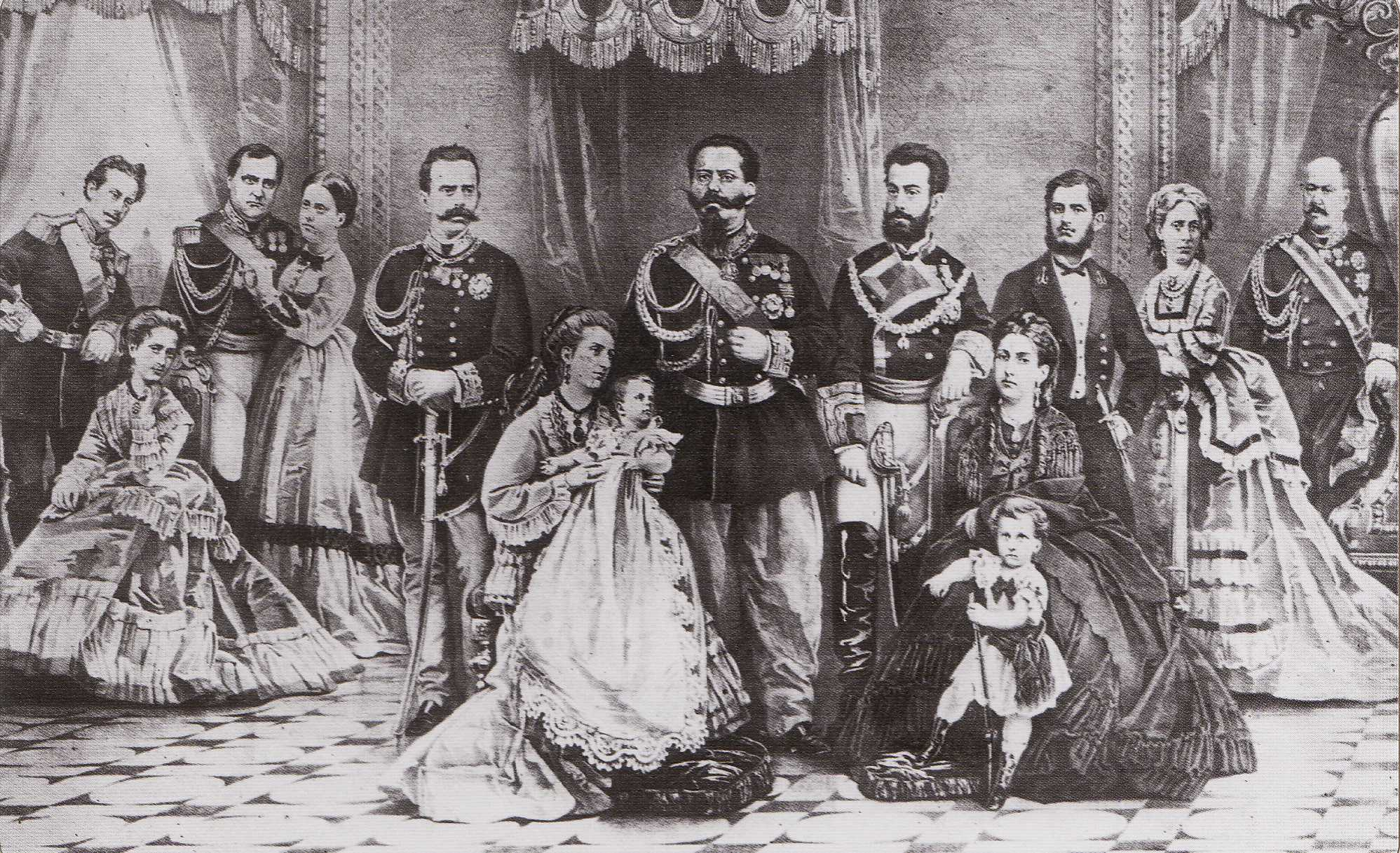
1870年に撮影されたイタリア王室の写真。左から三番目の男女がナポレオン・ジェロームとクロティルデ。左から八番目がヴィットーリオ・エマヌエーレ2世。

1870年、フランスが普仏戦争に敗北し、第二帝政が崩壊すると、クロティルデは祖国に帰るという父親の主張に背いてフランスに残ることを決意した。クロティルデはサヴォイア家の王女としての義務に基づき、この記事の末尾に掲げる彼女の生涯を要約するような有名な手紙で父親に返答した。ボナパルト家全員が逃亡し（ウジェニー皇后は変装して首都を脱出しイングランドへ逃亡。）、共和制が宣言された後、記章を携えたサヴォイア公クロティルデが9月5日に白昼堂々、無蓋馬車で単身パリを出発した。フランス共和国親衛隊は彼女を讃えた。
セダンの戦いののち、ナポレオン王朝の衰退がパリで宣言され、皇后摂政クロティルデ王女は9月4日に逃亡し、国外退去を勧める人々の忠告を軽んじた。いつものミサを聞き、近くの病院で愛する患者たちをいつものように見舞った後、翌朝まで出発することを拒んだ。そして、通りに群がる人々に気づかれないように馬車の上げ込み窓を上げるようにという提案に対して、彼女は高貴な言葉で答えた。「恐怖とサヴォイア家は会ったことがありません。」そして、馬車の中で顔を高く掲げ、逃亡者としてではなく王女として反乱軍の街を出発した。誰も立ち向かおうとする者はおらず、確かに誰もがひれ伏していた。—ジュゼッペ・フマガリ

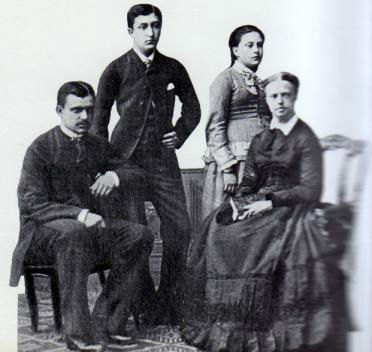
クロティルデと三人の子供たち（1879年）

その後もクロティルデは夫の放縦な行動に悩まされたが、夫はのちに彼女を捨てて経済的な苦境に立たされた。パリを出たクロティルデは1872年5月14日にシスター・マリー＝カテリーネの名でドミニコ会の支部である聖ドミニコ信徒友愛会に入会した。フランスを脱出した彼女はまずスイスのレマン湖畔の街、プランジャンにある美しい邸宅に住み、1878年に父親が世を去るとイタリアに帰り、娘のマリー・レティシアとともにモンカリエーリ城に住んだ。周囲から「モンカリエーリの聖人」と呼ばれた彼女は、1911年6月25日にインフルエンザで死去し、グラン・マドレ・ディ・ディオ教会で葬儀が営まれ、サヴォイア家の親族とともにスペルガ大聖堂に埋葬された。

### クロティルデからヴィットーリオ・エマヌエーレ2世への書簡

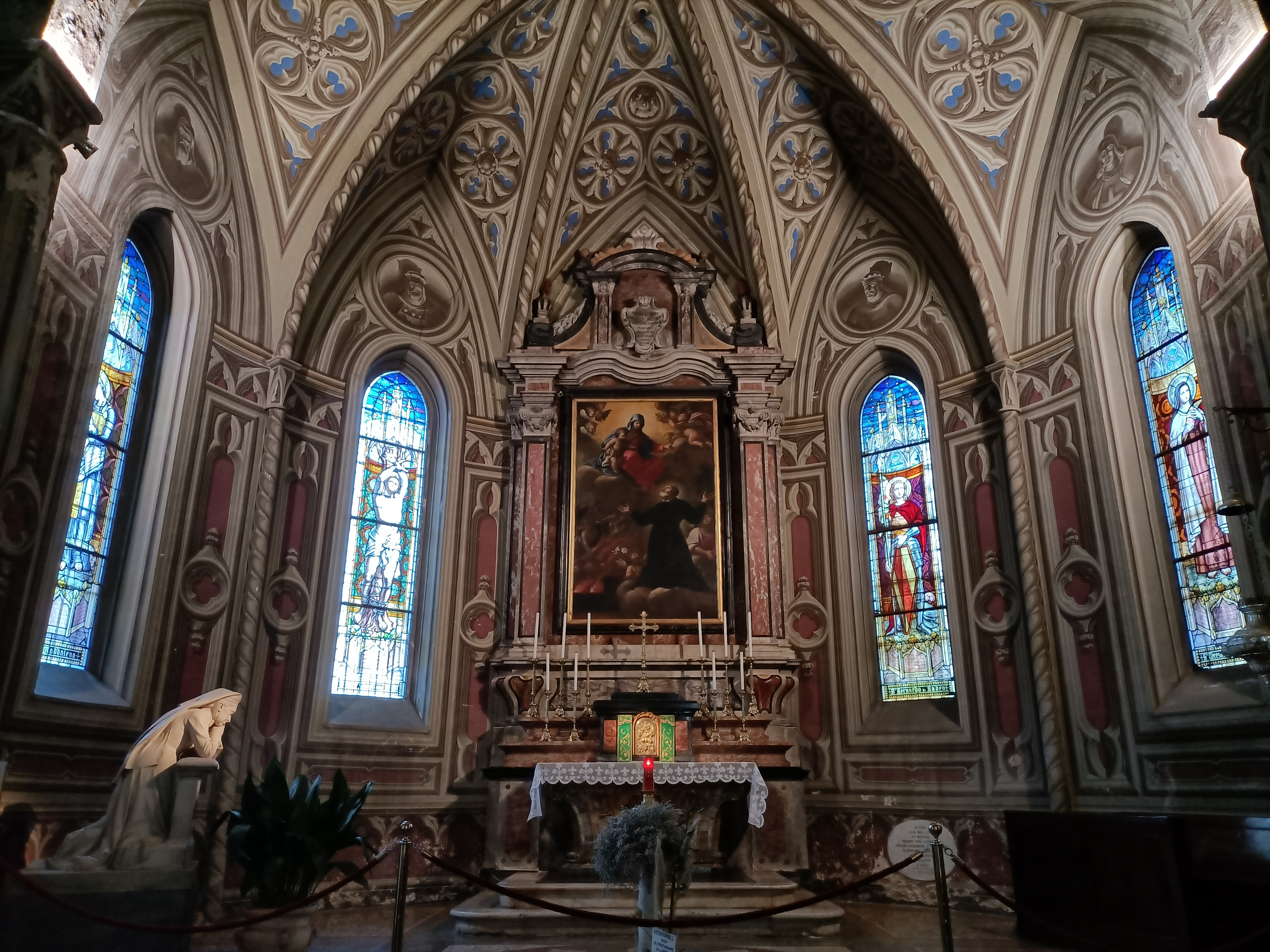
サンタ・マリア・デッラ・スカラ教会の礼拝堂。左方にクロティルデの彫像が見える。（2021年撮影）

### 列福の大義
1915年には彫刻家のピエトロ・カノニカが神秘的な法悦にひざまずくクロティルデの彫像を制作し、モンカリエーリのサンタ・マリア・デッラ・スカラ教会に設置した。1940年からはクロティルデの列福調査が始まり、1942年7月10日にはローマ教皇ピウス12世によってクロティルデは神のしもべとなった。現在も列福の大義は続いており、毎年6月25日に祝われている。

## 栄誉
- イタリア王国 :  聖マウリッツィオ・ラザロ勲章[42]
- スペイン :  マリア・ルイサ王妃の貴婦人勲章[43][43] - 1857年12月22日受勲
- オーストリア＝ハンガリー帝国 :  星章十字勲章[42]

## 伝記映画・ドラマ
- 『ヴィラフランカ』（1934年）監督：ジョヴァッキーノ・フォルツァーノ、クロティルデ役：ピーナ・チェイ
- 『19世紀』（1959年）監督：アントン・ジュリオ・マヤーノ、クロティルデ：アンナベッラ・チェッリアーニ（テレビミニシリーズ）
- 『カヴールの生涯』（1967年）監督：ピエロ・スキヴァザッパ、クロティルデ：マッダレーナ・ジリア（テレビドラマ）
- 『Maria Clotilde di Savoia "Martire" del Risorgimento』（マリーア・クロティルデ - リソルジメントの殉教者）（2021年）イタリア統一160周年を記念し、ガレッシオの市民図書館「カミーロ・フェデリチ」が2021年に制作した短編映画。